# Ibrahima Conté (calciatore 1991)
Ibrahima Conté (Conakry, 3 aprile 1991) è un ex calciatore guineano, di ruolo centrocampista.

## Carriera

### Club
Nel 2009 inizia la sua carriera calcistica nel Fello Star, poi passa nello stesso anno al Gent con cui colleziona 51 presenze e 3 gol.
Nel 2013-14 viene acquistato e gioca nello Zulte Waregem e in campionato colleziona 56 presenze e 4 gol
Nel 2014 si trasferisce all'Anderlecht.

### Nazionale
Dal 2010 fa parte stabilmente dei convocati della nazionale guineana.

## Palmarès

### Club

#### Competizioni nazionali
- Supercoppa del Belgio: 1

Anderlecht: 2014